# Newyorská kuchyně

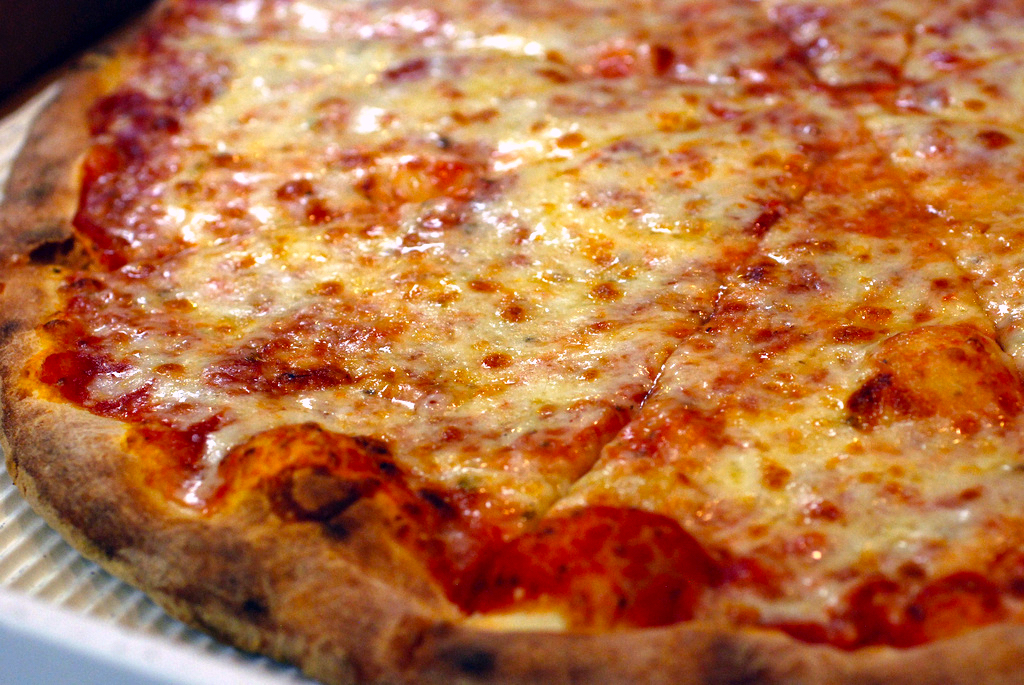
New York-style pizza

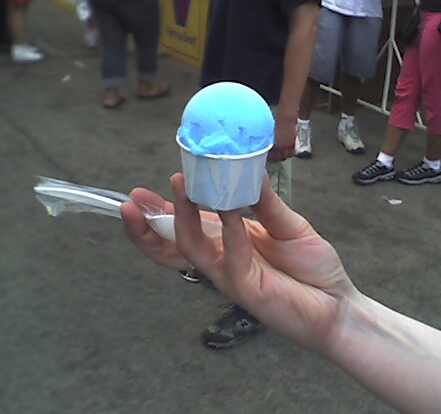
Italian ice

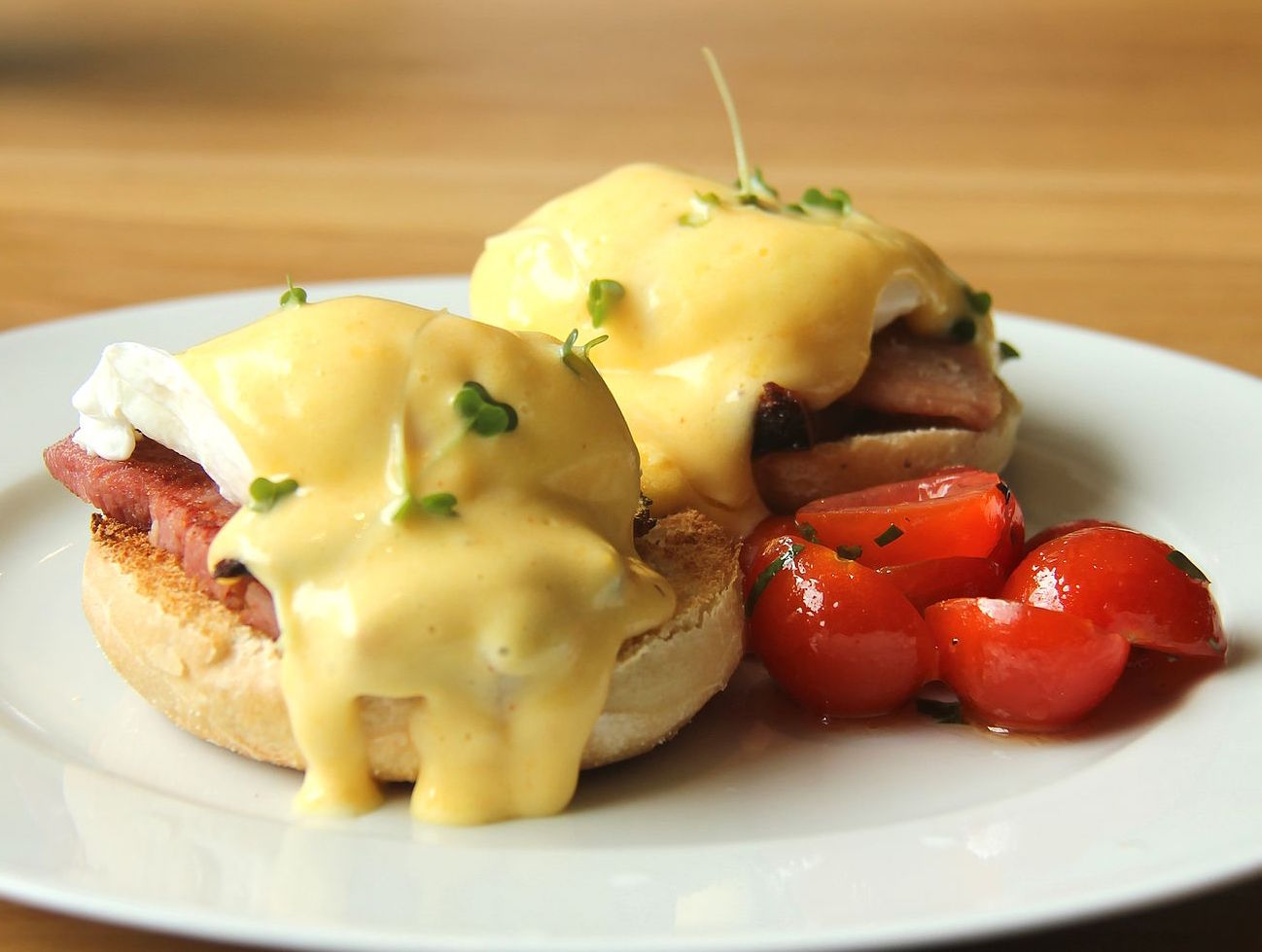
Vejce Benedikt

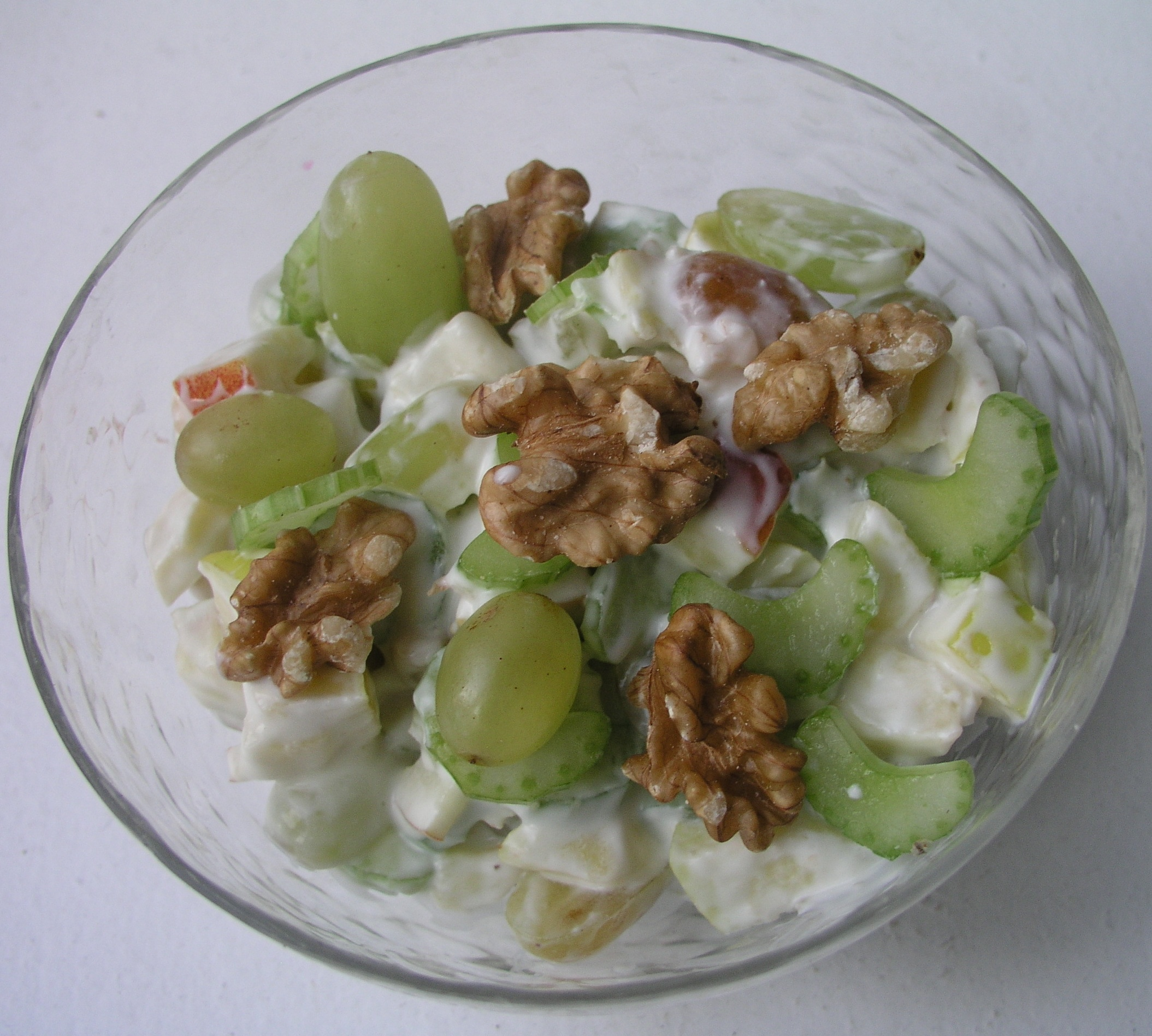
Waldorfský salát

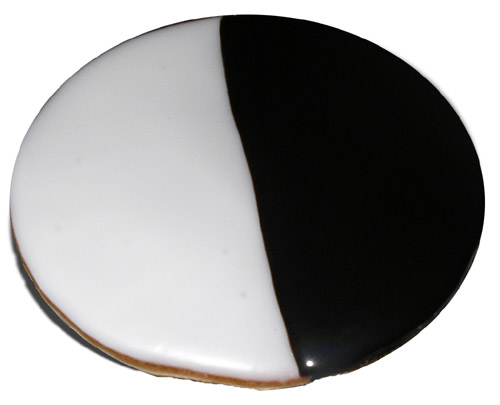
Black and white cookie

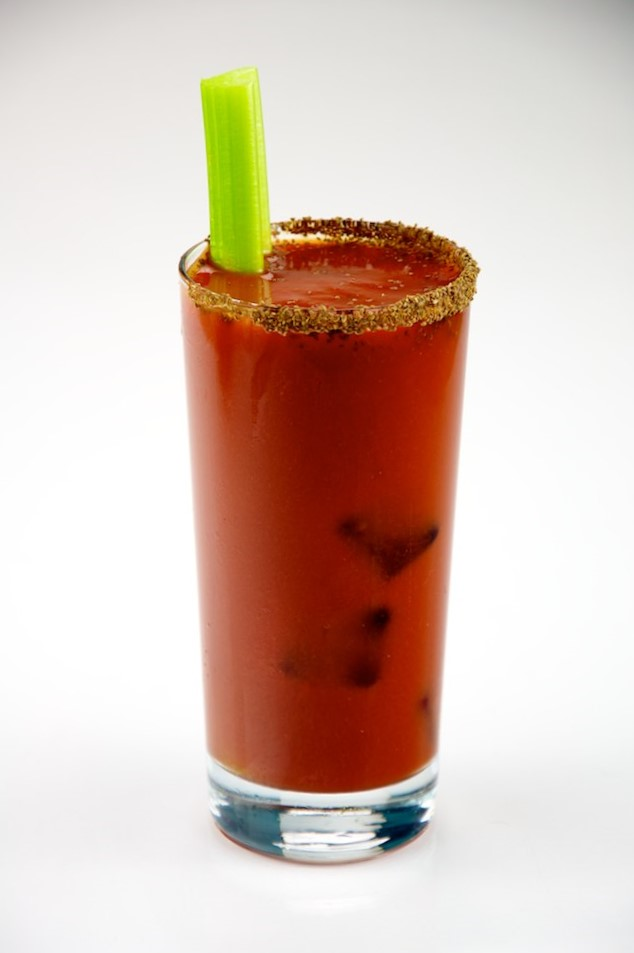
Bloody Mary

V New Yorku, největším městě USA se lze setkat s mnoha kuchyněmi z celého světa. Jídla typická pro New York často pocházejí z italské, anglické, židovské ale i asijské kuchyně.

## Typická newyorská jídla
- Hot dog, párky v rohlíku
- New York-style cheesecake, smetanový dort
- New York-style pizza, newyorská pizza se od té italské odlišuje křupavými okraji a často na ní bývá jen sugo a mozzarela
- New York-style bagel, původně židovské pečivo s dírou uprostřed
- New York-style pastrami, plátky hovězího masa
- Corned beef, nasolované hovězí maso
- Preclíky
- Knish, původně židovské plněné pečivo
- Italian ice, mražený dezert podobný sorbetu
- Vejce Benedikt, pečivo, šunka a vejce polité holandskou omáčkou
- Chopped Cheese, sýrový sendvič
- Lobster Newberg, pikantní pokrm z humra
- Waldorfský salát, salát z jablek a vlašských ořechů
- Donut, americká kobliha
- Steak
- Black and white cookie, sušenka potřená vanilkovou a čokoládovou polevou

## Jídla vynalezená v New Yorku
V New Yorku se nachází mnoho restaurací a střetává se tu mnoho kultur, díky tomu vzniklo právě v New Yorku mnoho pokrmů, které jsou dnes rozšířené po celém světě. Patří mezi ně například:
- Vejce Benedikt
- Waldorfský salát
- Kornout na zmrzlinu
- Špagety s masovými koulemi
- Vichyssoise
- Penne alla vodka (těstoviny s omáčkou z vodky)
- Kuře generála Cua, jídlo vzniklé v čínských restauracích New Yorku
- Z New Yorku také pochází několik druhů koktejlů, například Bloody Mary nebo Manhattan.

## Galerie

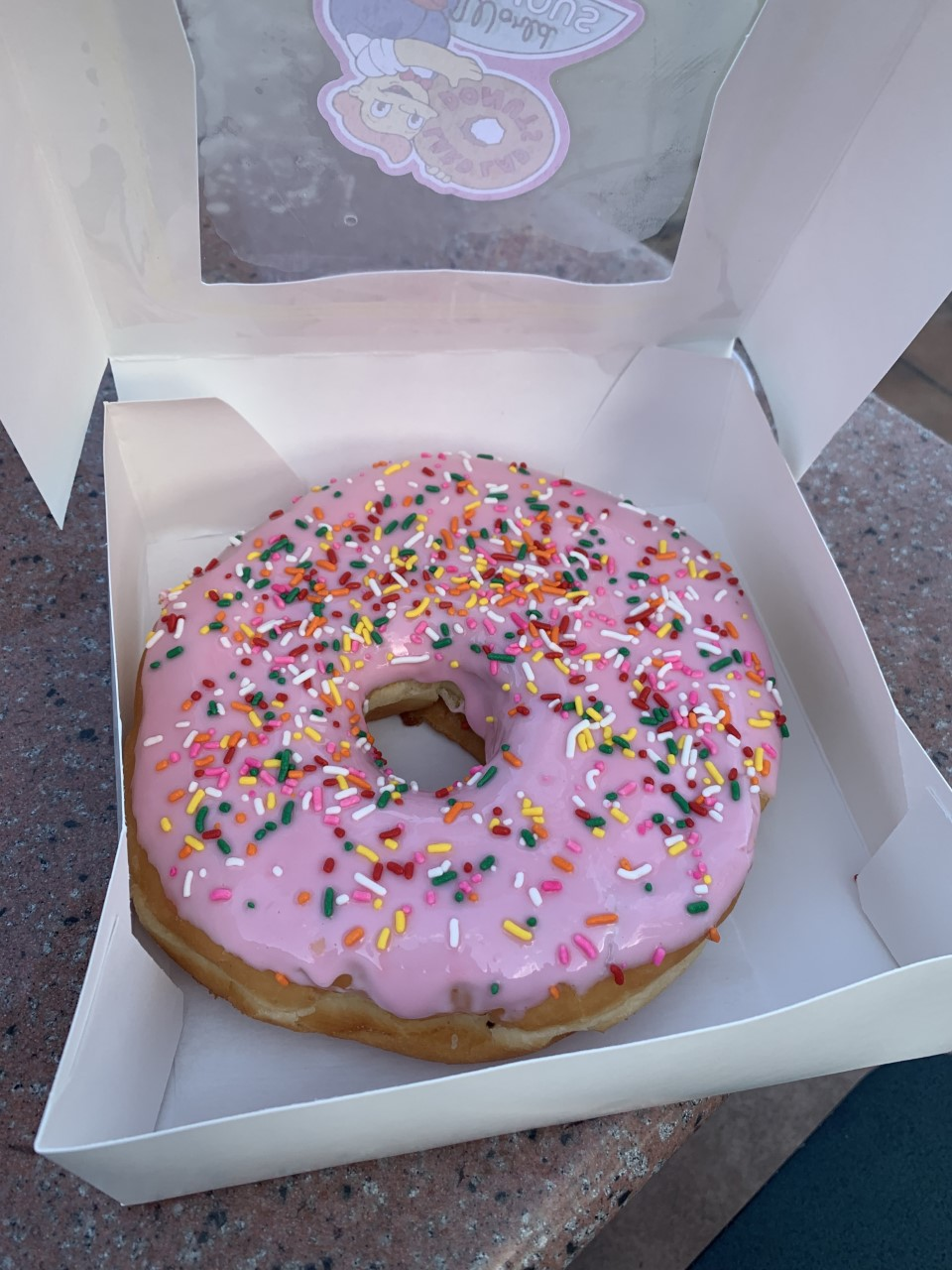
Donut
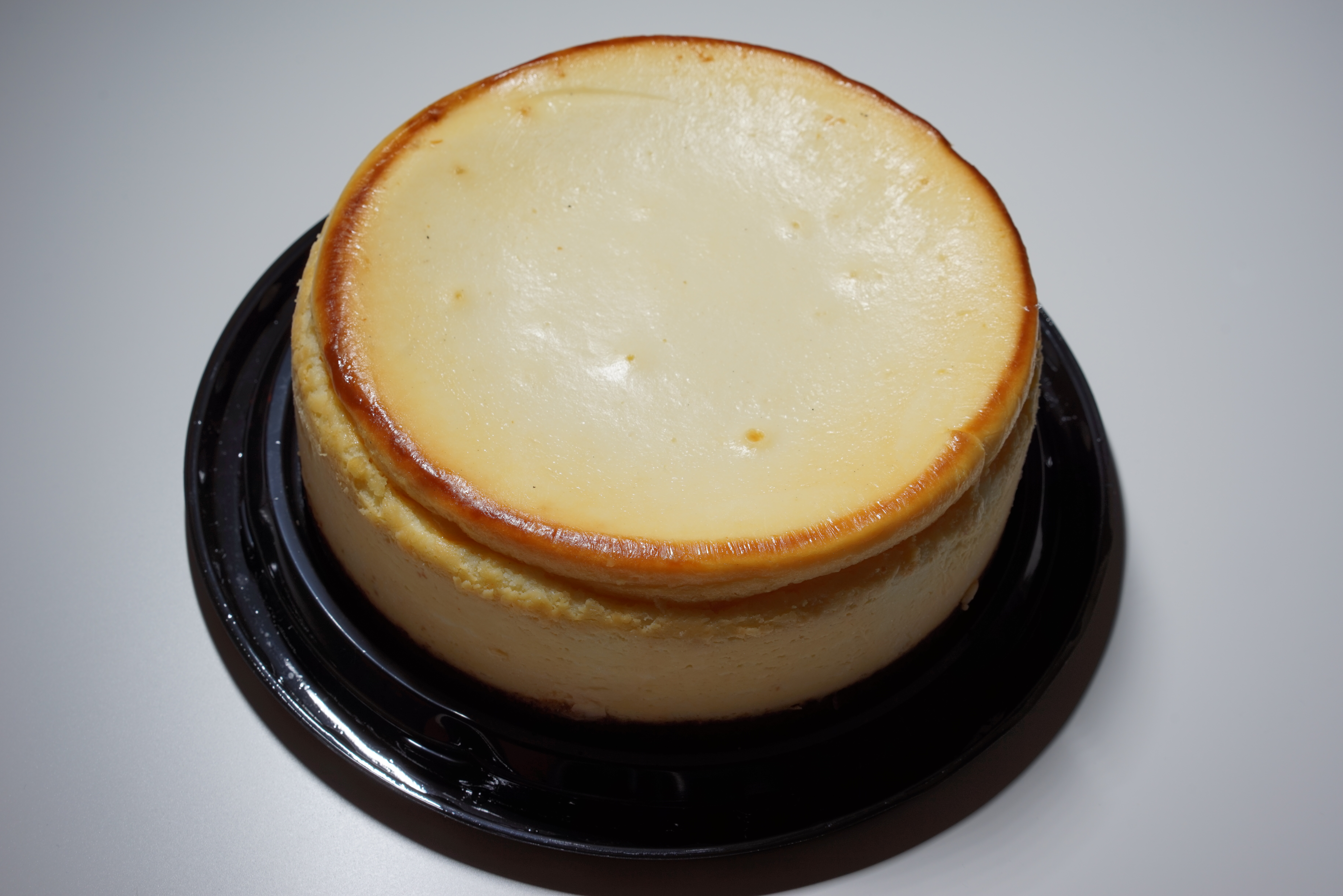
New Yrok-style cheesecake
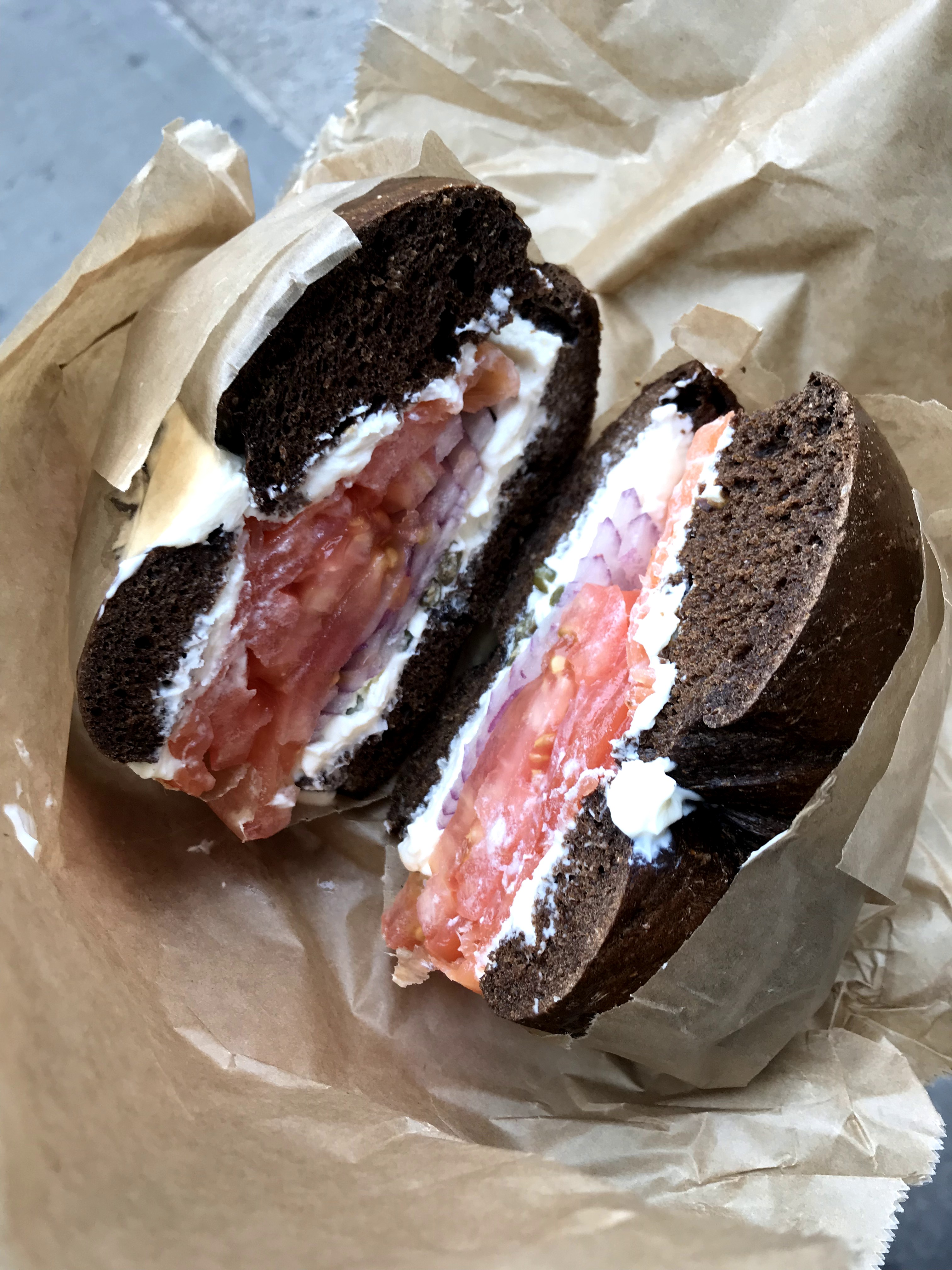
New York-style bagel
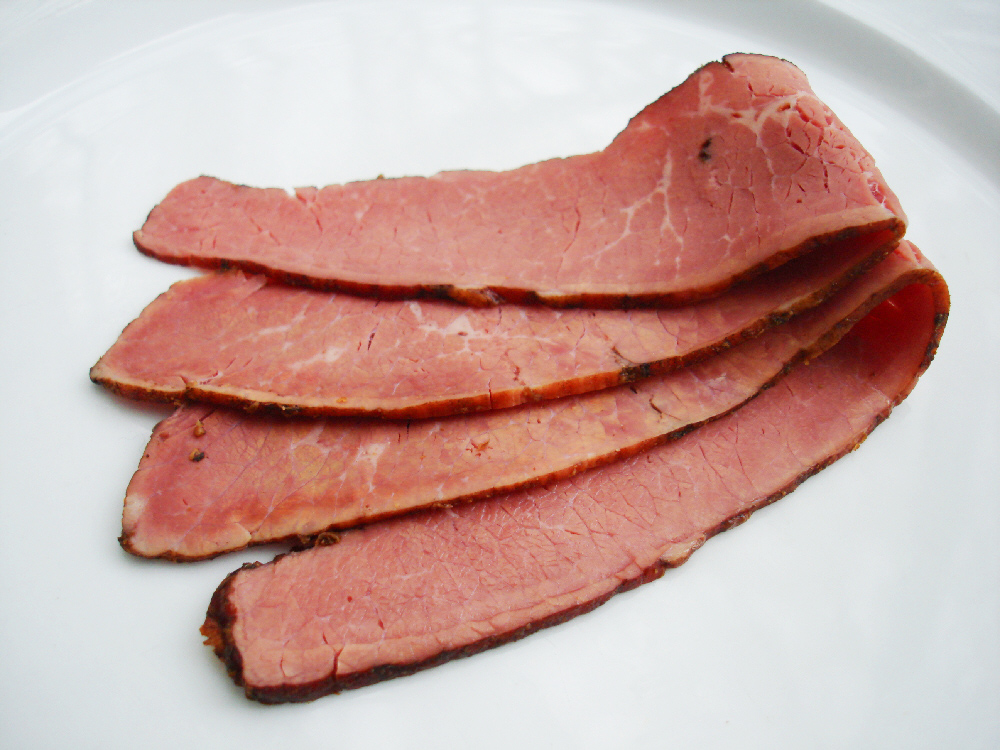
New Yrok-style pastrami
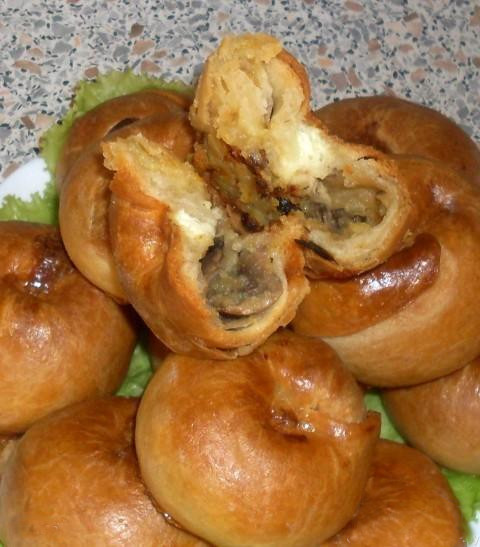
Knish
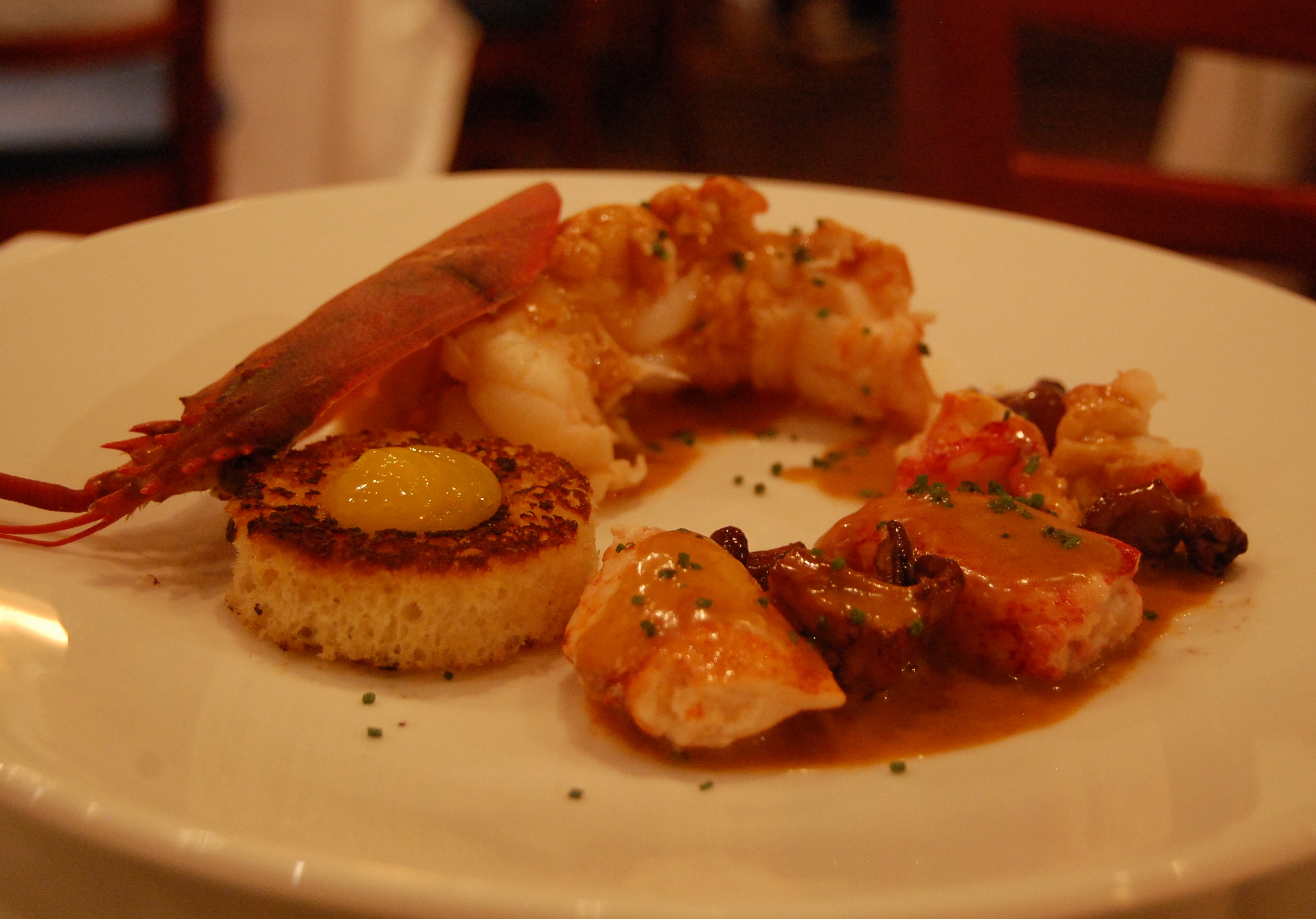
Lobster Newburg
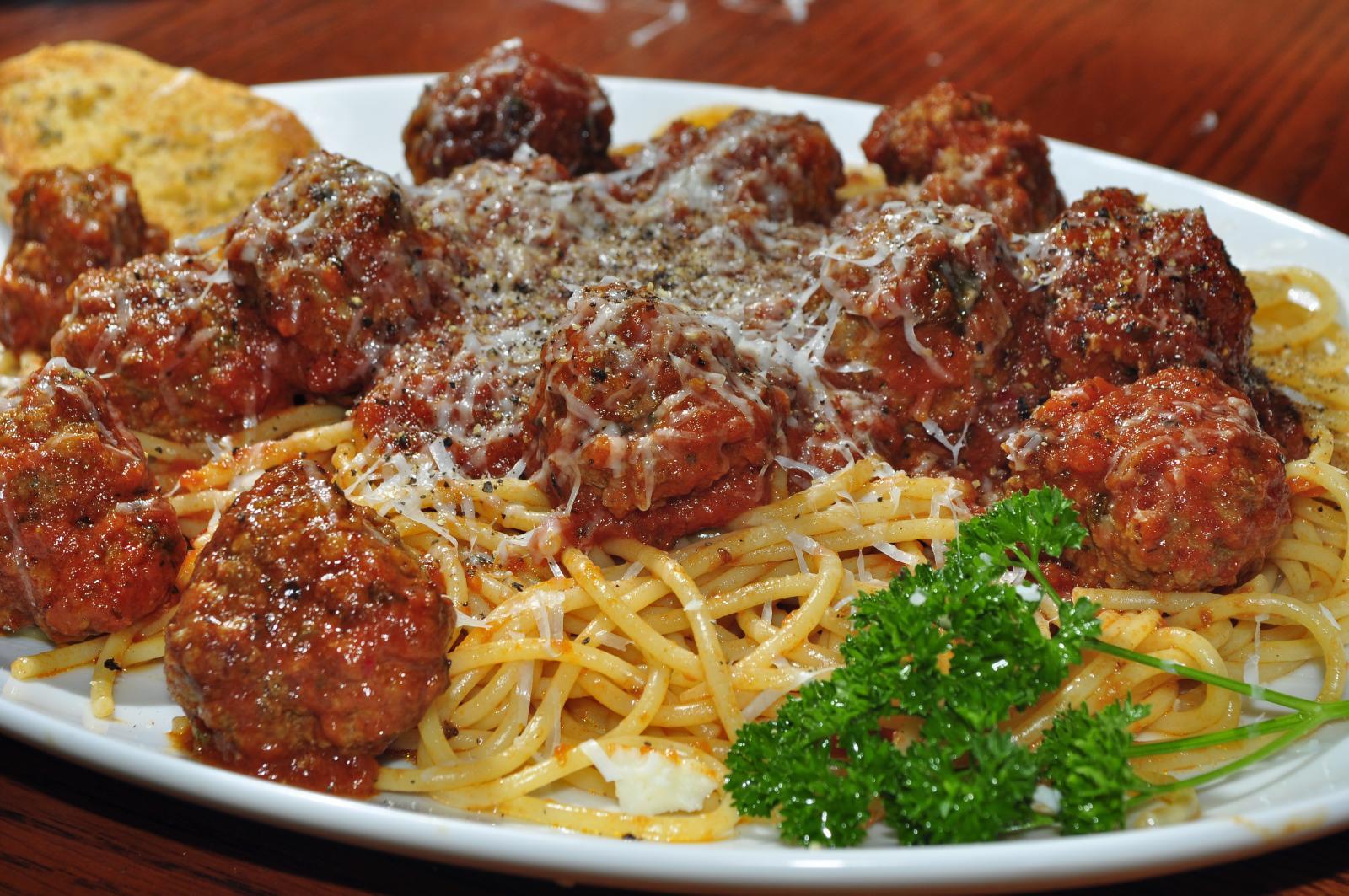
Špagety s masovými koulemi
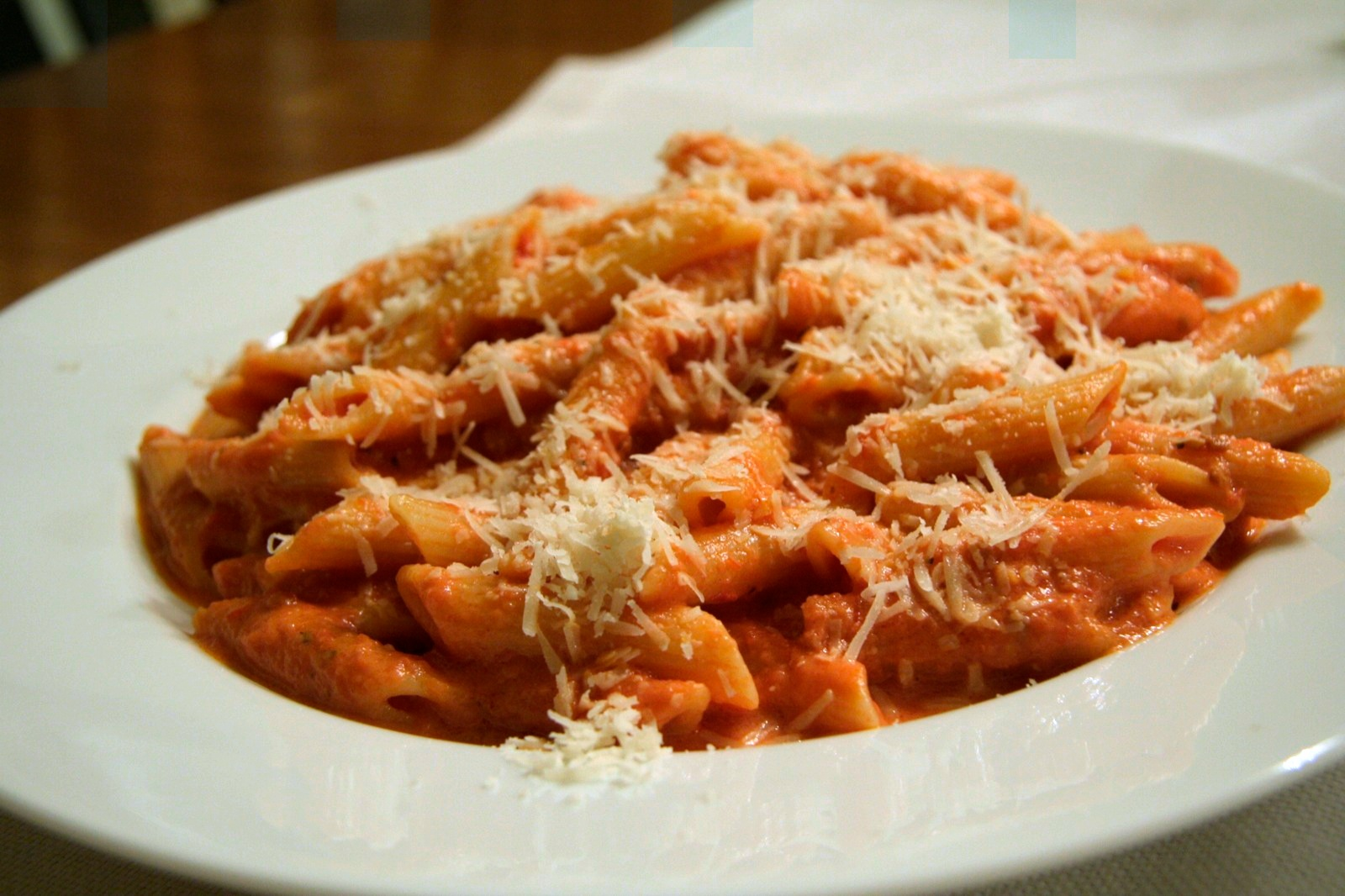
Penne alla vodka
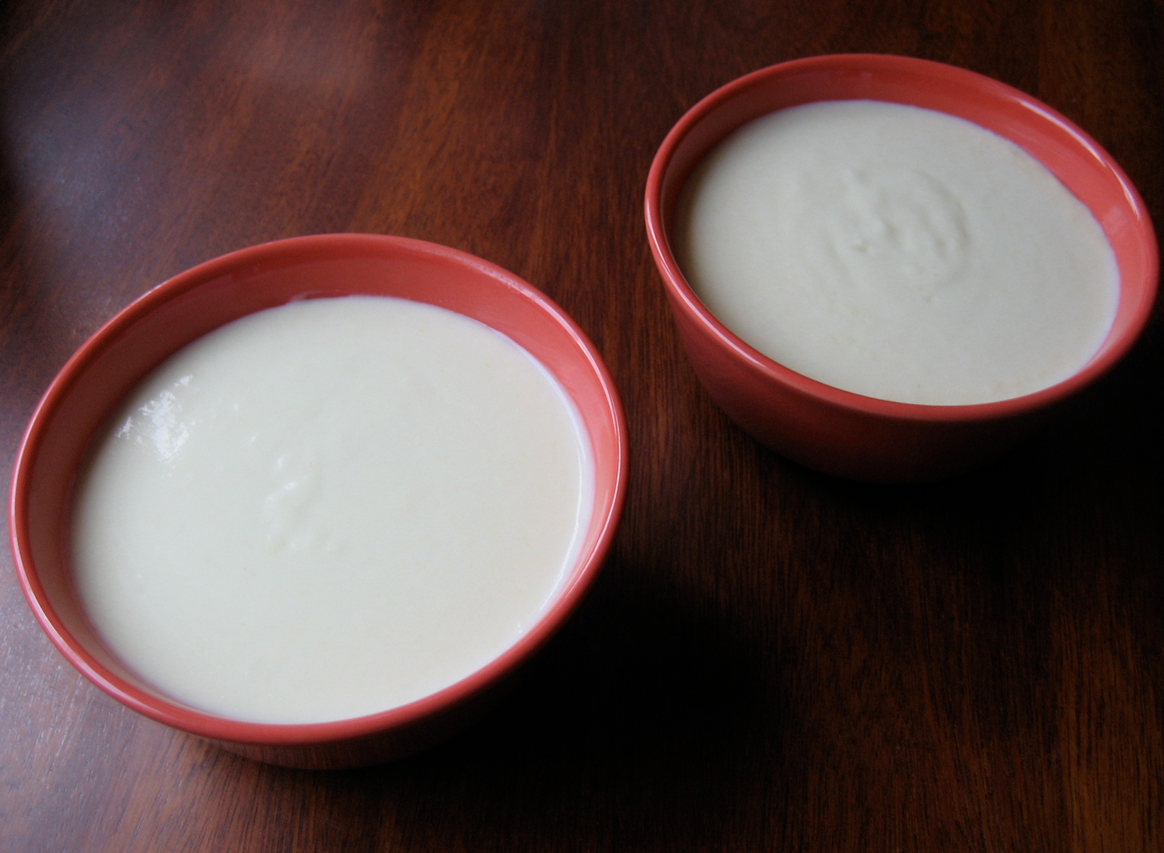
Vichyssoise
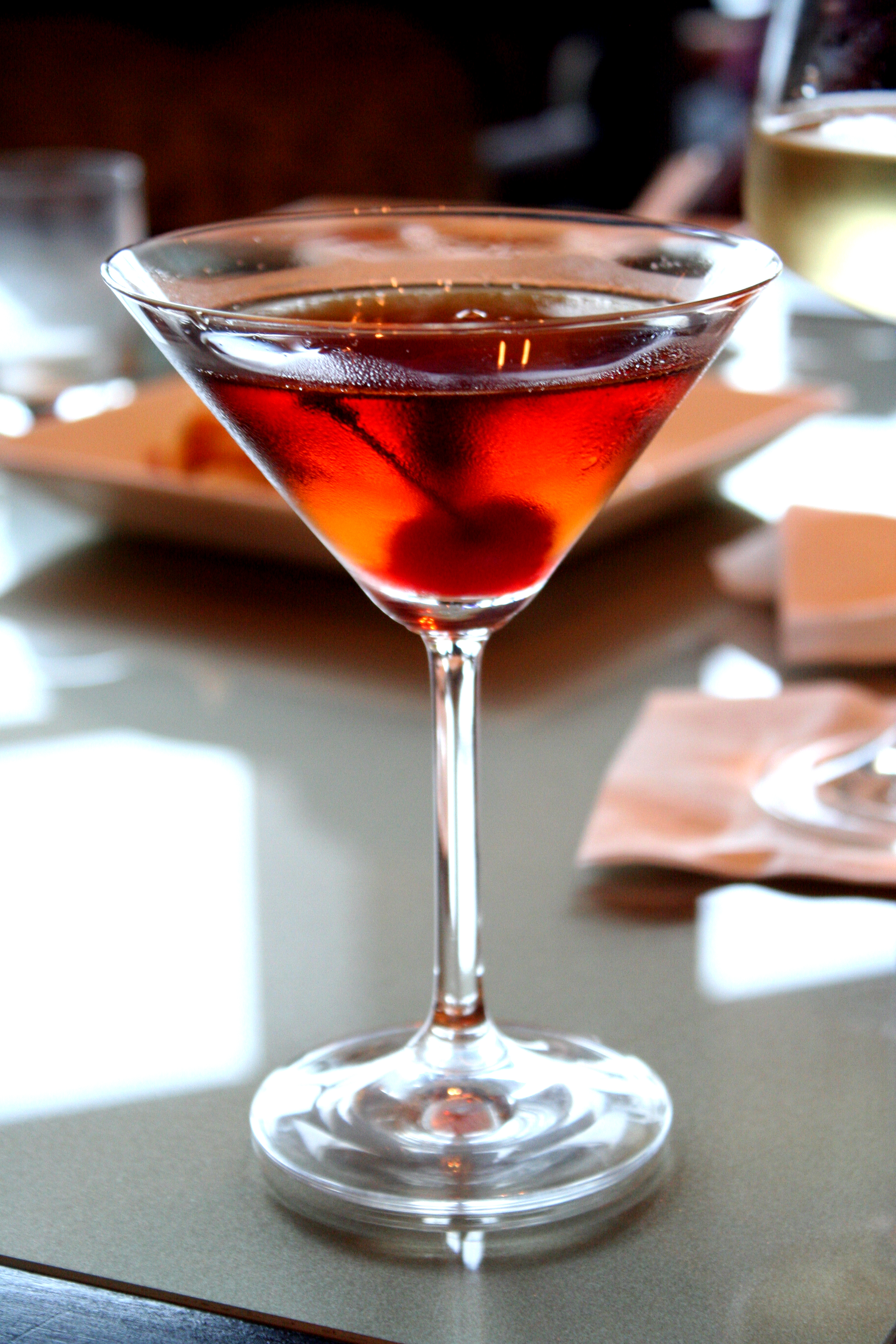
Koktejl Manhattan